# Plagiorhynchus menurae
Plagiorhynchus menurae är en hakmaskart som först beskrevs av Johnston 1912.  Plagiorhynchus menurae ingår i släktet Plagiorhynchus och familjen Plagiorhynchidae. Inga underarter finns listade i Catalogue of Life.